# Holanthias
Holanthias es un género de peces de vistosos colores de la subfamilia Anthiinae. Sus dos especies están restringidas a arrecifes bastante profundos en el Atlántico Sureste. Ambas alcanzan una longitud de aproximadamente 22 cm.

## Especies
Aunque el género incluía más especies con anterioridad, varias han sido reclasificadas en los géneros Meganthias, Odontanthias y Pronotogrammus. De acuerdo con FishBase, las siguientes dos especies están actualmente incluidas en Holanthias:
- Holanthias caudalis Trunov, 1976 – Ascension
- Holanthias fronticinctus (Günther, 1868) – Santa Elena